# Выхода нет (фильм, 1950)
«Выхода нет» (англ. No Way Out) — американский кинофильм в жанрах нуар и социальная драма, поставленный режиссёром Джозефом Манкевичем, и вышедший на экраны в 1950 году.
Фильм рассказывает о молодом чернокожем враче в муниципальной больнице (первая роль Сидни Пуатье), который сталкивается с расовой нетерпимостью в своём городе, но остаётся верен своему нравственному и врачебному долгу, несмотря на оскорбительное и открыто враждебное отношение к нему со стороны расистски настроенного белого преступника (Ричард Уидмарк).
Фильм относится к субжанру фильмов нуар, посвящённых теме национальных и расовых предрассудков. К этому же направлению принадлежат такие фильмы, как «Перекрёстный огонь» (1947), «Вне закона» (1950), «Колодец» (1951), «Штормовое предупреждение» (1951), «Печать зла» (1958) и «Ставки на завтра» (1959).
В 1951 году Джозеф Манкевич и Лессер Сэмюэлс были удостоены номинации на Оскар за лучший сценарий этого фильма.

## Сюжет
Молодой чёрный врач, доктор Лютер Брукс (Сидни Пуатье), только что завершил интернатуру в муниципальной больнице и сдал государственный экзамен на получение лицензии, дающей право заниматься самостоятельной врачебной практикой. Тем временем в тюремный изолятор больницы доставляют двух белых братьев Биддл, Джонни (Дик Пэкстон) и Рэя (Ричард Уидмарк), которые во время ограбления бензоколонки получили ранения в ногу и были задержаны полицейскими. Осмотр производит заступивший на дежурство Лютер. Увидев, что он чёрный, Рэй осыпает его расистскими оскорблениями, однако Лютер спокойно продолжает выполнять свою работу. Он видит, что у Рэя неопасное огнестрельное ранение в ногу, в то время как Джонни находится в тяжёлом бессознательном состоянии. Полагая, что у Джонни опухоль мозга, Лютер проводит ему спинномозговую пункцию, но в этот момент Джонни умирает на глазах у Рэя, который кричит, что чёрный врач специально убил Джонни. Лютер консультируется со своим наставником, главным врачом отделения, доктором Дэниелом Уортоном (Стивен МакНэлли), который всячески поддерживает Лютера, однако допускает, что на данный момент опухоль мозга является только предполагаемой причиной смерти Джонни. Чувствуя, что он должен доказать правильность своего диагноза, Лютер просит провести аутопсию, но Уортон напоминает ему, что по законам штата, они не могут сделать этого без получения согласия со стороны семьи умершего. Лютер и Уортон обращаются к Рэю с просьбой дать согласие на аутопсию, однако тот категорически против того, чтобы его брата резали, и на аргументы врачей, что Джонни скорее всего умер от серьёзной болезни, а не от ранения, Рэй продолжает кричать, что чёрный доктор специально убил его. Тем временем, глухонемой брат Рэя, Джордж (Гарри Белларвер), в коридоре прочитал по губам разговор Уортона и Лютера о том, что есть сомнения в окончательном установлении причины смерти, и передал это Рэю. Когда Лютер заходит к Рэю для очередного осмотра, тот осыпает его проклятиями и угрожает, что друзья Джонни отомстят ему за убийство. После отказа Рэя Уортон обращается к главному врачу больницы, доктору Сэму Морленду (Стэнли Риджес), с тем, чтобы тот попытался получить заключение коронера на проведение аутопсии. Однако Морленд, который прежде всего обеспокоен проблемами финансирования и материального обеспечения больницы, утверждает, что раздувание скандала вокруг этого случая, который уже попал в газеты, может негативно сказаться на авторитете и экономическом положении больницы. Хотя оба врача выражают своё высокое мнение о Лютере, тем не менее, Морленд отказывается обращаться к коронеру по поводу аутопсии и рекомендует спустить дело на тормозах, чтобы не провоцировать негативную реакцию в обществе по отношению к больнице. Через некоторое время Лютер извлекает пулю из ноги Рэя. Во время операции Рэй крадёт со стола скальпель, а затем подкладывает его в карман Лютеру. Обнаружив пропажу скальпеля, Лютер вызывает охрану и требует обыскать Рэя, и в этот момент обнаруживает скальпель у себя в кармане. Уортон говорит Лютеру, что с аутопсией ничего не вышло, однако он выяснил, что Джонни был женат, и они направляются за согласием к вдове умершего, Эди (Линда Дарнелл). Она встречает врачей неприветливо и говорит им, что развелась с Джонни полтора года назад, так как не могла жить с его семьёй, которая подыхала в нищем белом районе Бивер Канал. Эди говорит, что презирает этот район и хочет вырваться из него к нормальной жизни. Она говорит, что в районе все ненавидят негров и будут думать, что негритянский врач убил Джонни. Уортон и Лютер объясняют, что для того чтобы выяснить истинную причину смерти Джонни, и нужно провести вскрытие. Именно потому они просят Эди уговорить Рэя дать согласие на проведение аутопсии, однако она отказывается, говоря, что не хочет в этом участвовать. Утомленный Лютер приходит домой, где его встречает семья — мать, молодые брат (Осси Дэвис) и сестра (Руби Ди), а также любящая жена Кора (Милдред Джоэнн Смит). 
На следующее утро Эди, по видимости из возникшей симпатии к Уортону, приходит в тюремный отсек больницы к Рэю и просит его дать согласие на аутопсию. Однако Рэй отвечает, что Джонни был бы жив, если бы у него был белый доктор, и что Уортон хочет провести аутопсию, чтобы скрыть правду о действиях Лютера. Ему удаётся уговорить её, чтобы ради Джонни она сходила к владельцу клуба в Бивер Канал Рокки Миллеру (Берт Фрид) и рассказала ему о том, что Джонни был убит чёрным доктором. Эди в сопровождении глухонемого Джонни идёт в клуб. Узнав о судьбе Джонни, Рокки и его разъярённые приятели разрабатывают план нападения на чёрный квартал города, который они называют «Ниггертаун». Хотя Эди пытается уйти под предлогом того, что ей надо на работу, Рокки заставляет её остаться с ними, утверждая, что это будет ночь Джонни и она должна в ней участвовать. Тем временем Лютер приезжает в больницу, где от чёрного лифтёра Лефти Джонса (Дотс Джонсон) узнаёт о готовящемся нападении на негритянский квартал со стороны Бивер Канала из-за того, что Лютер якобы убил Джонни. Лефти говорит, что идёт давать отпор нападению. Лютер расстаётся с Лефти и звонит Олдерману Томпкинсу, рассчитывая с его помощью предотвратить столкновение. Тем временем под руководством Лефти собирается большая группа чернокожих парней, в которую входит и брат Лютера. Вооружённая палками и дубинами, агрессивно настроенная группа негров разрабатывает план превентивного нападения на белых. В тот момент, когда белые парни делают розочки из бутылок, вооружаются стальными прутьями и арматурой на складе металлолома, чёрные тихо окружают их и неожиданно нападают, давая начало огромному побоищу с участием десятков человек с обеих сторон. Эди смотрит на происходящее с ужасом, а затем в возникшей неразберихе сбегает. Десятки жертв столкновения начинают поступать в больницу, и Уортона срочно вызывают на работу. При выходе из дома он встречает Эди, которая находится в состоянии глубокой психологической подавленности. Уортон утешает её и оставляет на попечение своей дружелюбной чёрной служанки Глэдис (Аманда Рандолф), а сам уезжает на работу. В больнице Уортон видит, как Лютер оказывает помощь жертвам с обеих сторон. Несмотря на это, мать одного из раненых белых парней вместо благодарности за лечение плюёт Лютеру в лицо. Вернувшись домой на следующее утро, Уортон видит, как Эди пьёт кофе и мило беседует с Глэдис. Неожиданно появляется жена Лютера Кора, заявляя, что Лютер сдался полиции. Кора рассказывает, что после ухода из больницы Лютер всю ночь размышлял, что ему предпринять, и понял, что единственным способом провести аутопсию Джонни будет добиться обвинения в свой адрес в убийстве Джонни. Уортон уверен, что аутопсия докажет невиновность Лютера.
В ожидании результатов аутопсии в офисе коронера собрались Уортон, Лютер с Корой, а также Джордж и Рэй Биддлы в сопровождении тюремного охранника, через некоторое время пришла Эди. По результатам аутопсии коронер подтверждает, что Джонни умер от опухоли мозга. Уортон, Кора и Эди счастливы, что с Лютера сняты все подозрения, однако разъярённый Рэй кричит и буйствует, утверждая, что врачи сговорились и скрывают правду. Лютер уходит вместе с Корой. Эди также собирается уходить. При этом она нежно беседует с Уортоном, который говорит ей, что после этих дел очень устал и уезжает в загородный мотель отдохнуть несколько дней. Услышав этот разговор, Рэй вынашивает план побега и мести. Когда Рэй и Джордж остаются наедине с охранником, Рэй отвлекает его внимание, а Джордж бьёт его сзади по голове, в результате чего тот теряет сознание. С помощью Джорджа Рэй снимает наручники, затем забирает у охранника револьвер, и они сбегают через окно прямо из офиса коронера. Когда Эди возвращается в свою квартиру, она видит Рэя, у которого во время побега открылось сильное кровотечение, и Джорджа. Рэй заставляет Эди в сопровождении Джорджа выйти на улицу и позвонить домой Лютеру, сказав от имени Уортона, что тот ждёт его у себя дома через полчаса. Звонок застаёт Лютера дома за праздничным столом, однако он говорит родным, что его срочно вызывает Уортон, и уходит. После возвращения Джорджа и Эди, пьяный, истекающий кровью, обезумевший Рэй вновь гневно заявляет, что убьёт Лютера, после чего они втроём сбегут из города. Он оставляет Эди под присмотром Джорджа, приказывая ей собирать вещи, а сам отправляется в дом Уортона на расправу с Лютером. Эди решает обманом вырваться из плена. Она включает на полную громкость радио, чего не слышит глухой Джонни. Громкий звук через тонкие межкомнатные перегородки оглушает соседей, которые начинают стучать в стену, а затем врываются в её квартиру. Воспользовавшись возникшей неразберихой, Эди сбегает из дома и звонит в полицию, предупреждая о готовящемся нападении на Лютера. Тем временем Рэй через окно забирается в дом Уортона. Когда приходит Лютер, Рэй угрожая ему пистолетом, избивает его, выкрикивая расистские оскорбления. Неожиданно в доме появляется Эди. Она пытается остановить Рэя, но это только усиливает его раздражение по отношению к Лютеру, которое продолжает нарастать по мере усиления кровотечения. Видя, что Рэй уже готов выстрелить в Лютера, Эди гасит в доме свет, после чего раздаётся выстрел. Когда свет включается, Эди видит, что Лютер ранен в руку, а Рэй выронил револьвер и от потери крови находится в предобморочном состоянии. Лютер забирает оружие. Он берёт у Эди платок, перевязывает Рэю рану и с помощью револьвера делает жгут. Слышатся звуки полицейской сирены. Лютер говорит: «Не плачь, белый парень. Ты будешь жить».

## В ролях
- Сидни Пуатье — доктор Лютер Брукс
- Ричард Уидмарк — Рэй Биддл
- Линда Дарнелл — Эди Джонсон, миссис Джон Биддл
- Стивен МакНэлли — доктор Дэн Уортон
- Милдред Джоэнн Смит — Кора Брукс
- Гарри Беллавер — Джордж Биддл
- Стэнли Риджес — доктор Сэм Морленд
- Дотс Джонсон — Лефти Джонс
- Берт Фрид — Рокки Миллер (в титрах не указан)
- Виктор Килиан — отец (в титрах не указан)
- Энн Тиррелл — медсестра (в титрах не указана)

## История создания фильма
По информации Американского киноинститута, в январе 1949 года студия «Двадцатый век Фокс» купила у Лестера Сэмюэлса права на экранизацию оригинальной истории, и подписала с ним 10-недельный контракт на написание сценария. В статье в «Нью-Йорк таймс» 30 июля 1950 года Сэмюэлс отметил, что первоначально он хотел «написать просто о вреде расовой ненависти», не собираясь делать акцент на личности врача афроамериканского происхождения, пока не узнал от коллег жениха своей дочери, тоже врача, о проблемах, с которыми сталкиваются чернокожие врачи". Несколько ведущих продюсеров студии «Фокс», прочитавших историю ещё до её приобретения, захотели взять её в разработку, среди них Отто Премингер, Сол Сигел и Наннэлли Джонсон. Джонсон назвал историю «самым разумным подходом к расовому вопросу в драматической форме, который я видел. Он отстаивает идеи профессиональной порядочности и равенства, при чём не по социальным причинам, а в чисто практическом смысле».
После приобретения истории Сэмюэлса, сценарист Филип Йордан внёс несколько предложений, которые вошли в фильм. В частности, он предложил «войти в дом Лютера. Мы увидим реальных негров, и что они живут, как люди. У нас будет реальный брат, реальная сестра, реальные отец и мать — все нормальные люди». Позднее главный продюсер студии Дэррил Занук утверждал, что фильм должен был «добросовестно уйти от пропаганды, но в то же самое время окончательный результат наших усилий должен стать картиной, которая в реальности станет мощной пропагандой против нетерпимости». Первоначально Занук предпочитал финал сценария, в котором Лютера убивают. Но к апрелю 1949 года он поменял своё мнение и написал письмо, в котором отметил, что такое окончание оставляет «чувство полной тщетности. Лютер, чудесный персонаж, страшным образом убит. Если бы его смерть к чему-то привела, если бы таким образом что-то достигалось либо с точки зрения развития персонажей, либо в каком-либо другом смысле, то было бы другое дело, и я бы это принял». В июне 1949 года Джозеф Манкевич подготовил предварительный сценарий, с новой фабулой и новыми психологическими характеристиками, который Занук одобрил в августе 1949 года.
17 октября 1949 года газета «Лос-Анджелес Дейли ньюз» написала, что картина, которая начинают снимать «будет отличаться от своих предшественников, рассматривая негров как обычных граждан большого американского города». В статье Манкевич утверждал, что «мы имеем дело с абсолютной жестокой, бытовой ненавистью к неграм». Дэррил Занук решил продюсировать эту картину, потому что, как он сказал, «мы хотим рассказать историю о негре в повседневном мире белого человека, а не о негре в мире негров». Мы покажем тот тип ненависти, с которым сталкивается негр в повседневной жизни, о том, как он боится ходить по некоторым улицам".
В пресс-релизе студии отмечалось, что студия отложила выход этого фильма с таким расчётом, чтобы он вышел через год после драмы Элии Казана «Пинки» (1949) (фильм посвящён судьбе цветной медсестры на Юге США), чтобы достичь «постепенного наращивания способности публики воспринимать такой материал».
Обеспокоенный уровнем насилия в картине, Занук выражал опасение, что «даже в некоторых так называемых белых городах, таких как Детройт, Омаха, Сент-Луис и Филадельфия, мы весьма вероятно получим запрет на картину со стороны Комиссариата полиции. Мы уже знаем, что мы потеряем примерно 3 тысячи клиентов на Юге, которые не будут показывать картину ни при каких обстоятельствах. Но будет ужасно, если мы будем иметь что-то в картине, что даст так называемым белым городам шанс отказаться от нас, потому что тогда картина станет неминуемым финансовым крахом». Фильм действительно столкнулся «с ограниченностью проката на Юге и цензурными сложностями по всей стране, включая временный запрет в Чикаго после серии прошедших там реальных расовых волнений». Капитан чикагской полиции Гарри Фуллмер 22 августа 1950 года не дал разрешение на демонстрацию фильма в городе и рекомендовал комиссару полиции Джону Прендергасту запретить фильм, потому что он «может вызвать ещё большее расовое беспокойство, чем мы имеем сейчас». В тот же день исполнительный секретарь Национальной ассоциации содействия прогрессу цветного населения Уолтер Уайт направил телеграмму мэру Чикаго Мартину Кеннелли, выступая против запрета. Уайт писал, что «эта картина является самым откровенным и отважным отображением вредоносности расовых предрассудков, … раскрывает их злобную сущность и вместо побуждения к бунту, как утверждает цензор полиции, наоборот принесёт значительное благо». Когда комиссар Прендергаст одобрил запрет, влиятельная газета «Чикаго Сан-Таймс» опубликовала редакционную статью, жёстко критикуя цензоров, а журнал «Лайф» привёл слова Манкевича, назвавшего запрет «абсурдным». «В итоге мэр Чикаго Кеннелли снял запрет после того, как были вырезаны 3-4 минуты из фильма, включая сцены, в которых чёрные и белые готовятся к бунту».
В штатах Мериленд, Огайо и Виргиния фильм демонстрировался в урезанном варианте, он также был запрещён к демонстрации по воскресным дням в штате Массачусетс. После того, как цензура в Мериленде удалила сцены, в которых чёрные готовятся к защите перед нападением и последующую сцену, показывающую победу чёрных, отделения Национальной ассоциации содействия прогрессу цветного населения в Балтиморе и Мериленде выразили сожаление, что «изначальный смысл фильма безнадёжно утерян». Объясняя свой отказ вернуть вырезанные сцены, председатель цензурного совета отметил, что совет и местные полицейские департаменты посчитали действия чёрных во время сцен бунта «провокационными и побуждающими к преступлениям».
На заседании в середине октября 1950 года совет директоров Ассоциации издателей негритянских газет принял резолюцию с протестом против «чрезмерного употребления оскорбительных выражений в адрес негров в картине… Авторы фильма заблуждаются в своей вере относительно того, что для показа ничтожности злодея нужно, чтобы он и другие персонажи в тридцати пяти различных случаях произносили с экрана недостойные оскорбления, относящиеся к цветной расе. Некоторые из этих позорных оскорбительных слов миллионы американцев обоих рас никогда даже не слышали и тем более не использовали в своей речи. Их произнесение с экрана по всей стране создаст словарь нежелательных выражений, которые не следует произносить в приличном обществе». Резолюция Ассоциации была направлена в Администрацию производственного кодекса, которая ответила: «Создавшая фильм кинокомпания заявила, что она сознательно стремилась быть настолько яростной и драматичной, насколько это возможно, но не имела намерения оскорбить негров, а наоборот намеревались помочь им».

## Режиссёр и исполнители главных ролей
Режиссёр Джозеф Манкевич, который «часто исследовал социальные вопросы сквозь призму лакированного голливудского развлечения, первоначально привлёк к себе внимание критики, когда выступил автором сценария классического фильма Кинга Видора, сельской драмы периода Великой депрессии „Хлеб наш насущный“ (1934). Вскоре он стал любимым режиссёром на студии „Фокс“, поставив такие успешные мелодрамы как „Драгонвик“ (1946), „Призрак и миссис Мьюр“ (1947) и „Письмо трём жёнам“ (1949, за который получил Оскар лучшему режиссёру и за лучший сценарий)». Фильм «Выхода нет» был выпущен в тот же год, что и самый популярный фильм Манкевича «Всё о Еве», который принёс ему Оскары за лучшую режиссуру и лучший сценарий (в этой категории «Выхода нет» также получил номинацию, в результате чего Манкевич конкурировал сам с собой). В жанре фильм нуар Манкевич поставил достаточно удачные картины «Где-то в ночи» (1946) и «Дом незнакомцев» (1949). К числу лучших работ Манкевича относятся также шпионская драма «5 пальцев» (1952) и психологический триллер «Игра на вылет» (1972), которые принесли ему номинации на Оскар как лучшему режиссёру. В 1950-е годы он занимался такими дорогостоящими проектами, как «Юлий Цезарь» (1953), «Парни и куколки» (1955) и психологический триллер по пьесе Теннесси Уильямса «Внезапно, прошлым летом» (1960). Однако «творческая активность Манкевича заметно снизилась после того, как „Фокс“ поручила ему одну из самых дорогостоящих и неудачных картин „Клеопатра“ (1963), расходы на постановку которой со временем стали легендой».
Фильм «Выхода нет» стал дебютом в кино для актёра Сидни Пуатье. «Многообещающий театральный актёр, Пуатье пришёл на кинопробы фильма на студию „Фокс“ как на обычное актёрское упражнение без всякого намерения получить роль, так как уже заключил на этот период договор на участие в бродвейском спектакле „Потерянный в звёздах“. Его агент вместе с Манкевичем добились освобождения Пуатье от роли театре, после чего тот с удивлением обнаружил, как его зарплата подскочила с 75 долларов в неделю до 750». Пуатье очень переживал по поводу того, что сказал на студии неправду, что ему 27 лет, хотя на самом деле ему было всего 22 года. Как он поясняет в своей автобиографии «Эта жизнь»: «… я знал, что они ищут кого-то на роль молодого врача. Я посчитал, что ему должно быть как минимум двадцать семь лет, и потому наврал, и очень боялся, что если раскроется правда, то меня уволят».
После этого фильма в течение нескольких лет у Пуатье не было сильных ролей. Однако признание вернулось к нему в 1958 году, когда он сыграл в криминальном триллере Стенли Крамера «Не склонившие головы», за которым в 1959 году последовал знаменитый мюзикл «Порги и Бесс». В 1962 году Пуатье вновь сыграл роль чёрного врача, тюремного психиатра, который помогает белому нацисту, в драме «Точка давления» (1962). В 1963 году Пуатье завоевал Оскар как лучший актёр за роль в комедии «Полевые лилии», «быстро сделав карьеру как первая чёрная суперзвезда Голливуда». В 1965 году Пуатье второй раз сыграл вместе с Уидмарком в триллере времён Холодной войны «Случай с Бедфордом» (1965), а в 1967 году — в трёх успешных драмах, затрагивающих расовые вопросы — «Учителю с любовью», «Полуночная жара» и «Угадай, кто придёт к обеду?».
В 1948 году Ричард Уидмарк был номинирован на Оскар за роль в фильме нуар «Поцелуй смерти». Впоследствии он сыграл отрицательных, часто психопатических, персонажей в таких значимых фильмах нуар, как «Придорожное заведение» (1948), «Улица без названия» (1948), «Паника на улицах» (1950), «Ночь и город» (1950) и «Происшествие на Саут-стрит» (1953).
«Во время съёмок „Выхода нет“ между Пуатье и Уидмарком немедленно установились дружеские отношения и уважительное партнёрство, и Пуатье называл актёра „самым приятным и забавным сюрпризом при моём первоначальном знакомстве с голливудской сценой. В действительности Уидмарк был на тысячу миль далёк от персонажей, которых он играл“. Действительно, отношения были столь уважительными, что Уидмарк считал обязанным извиняться после каждой сцены, в которой он дурно вёл себя по отношению к Пуатье, как словесно, так и физически».
«Картина стала экранным дебютом Осси Дэвиса (играет брата главного героя), и первым фильмом, в котором он сыграл вместе со своей женой Руби Ди (играет его сестру). Впоследствии пара сыграла вместе во многих фильмах, спектаклях и телепрограммах».

## Оценка фильма критикой
По информации Американского киноинститута, «фильм вызвал смешанные отклики». После выхода фильма газета Motion Picture Herald написала, что «экран уже подступался к проблеме расовых предрассудков с разных сторон с тех пор, как Голливуд обрёл социальное сознание, но он редко брался за этот трагический вопрос столь же драматично и мощно, как в этой картине», утверждая далее, что фильм «проводит свою линию, не дрогнув и не оглядываясь на чувства белой аудитории». Журнал TimeOut назвал его «одним из самых честных фильмов на тему расовых конфликтов», а также «первым и самым лучшим фильмом Пуатье». Натаниэл Томпсон в Turner Classic Movies поддержал это мнение, оценив его как «главный ранний фильм волны прогрессивных расовых драм 1950-60-х годов, который завоевал своё место в истории кино благодаря жгучему кинодебюту Сидни Пуатье».
С другой стороны, сразу после выхода фильма Daily Variety назвал его «скучным в плане диалогов», Fortnight критиковал фильм за «недостаток подлинного чувства и проникновения в суть мотивов людей, которых он пытается защищать», а обозреватель Saturday Review Холлис Олперт отметил, что фильм «в некоторых местах вызывал неловкое чувство». По его словам, Голливуд «уходит от ответственности, когда пытается подавать свои проблемные фильмы чисто мелодраматическими средствами».
Позднее многие рецензенты также довольно критично оценивали фильм. Так, Деннис Шварц написал: «Эта так называемая прогрессивная драма о расизме больше похожа на эксплуатационный фильм, который преуспевает за счёт шокового эффекта — истерического расового бунта — и надуманным образом продвигает некорректное социологическое исследование расизма». Далее он продолжает: «Этот социальный фильм о слепом расизме, который вызвал переполох в 1950 году как нечто, чего ранее в кино никто не видел, несмотря на всю свою фальшь и безграмотность, по крайней мере, представил расизм жёстко и честно, что было редкостью для того времени. Он также дал чёрным актёрам ушедшие от стереотипа главные роли». Крейг Батлер из AllMovie считает, что фильм «заметно устарел с момента своего выхода в 1950 году, проблема, которая часто поражает картины социальной направленности. Однако он всё равно несёт мощный удар, особенно, если зритель готов не обращать внимание на его проповеднический характер и если он любит очень чёрно-белые мелодрамы», добавляя, что «фильм также, к сожалению, чересчур очевиден в своих намерениях». С другой стороны, TimeOut считает, что «хотя без сомнения фильм вводит в заблуждение по некоторым вопросам, грамотный сценарий Манкевича делает его одним из немногих фильмов прошлого на расовую тему, которые можно смотреть и сегодня».
Оценивая стиль картины, Variety пишет, что «история рассказана скорее словами, чем с помощью действия. Есть один короткий эпизод с бунтом, но он наступает только после 60 с лишним минут разговорного повествования». Касаясь жанровых особенностей фильма, Батлер пишет, что «хотя его часто относят к фильму нуар, он на самом деле не вписывается в эту категорию. В нём действительно есть некоторая впечатляющая высококонтрастная операторская работа, и конечно Линда Дарнелл абсолютно роковая, насколько только может быть женщина, но фильму не хватает нигилистического противостояния человека и судьбы, как и других фирменных черт жанра. Реплики героев также не те, которые обычно ассоциируются с нуаром, хотя и содержат особый блеск, свойственный Манкевичу».
Как и многие другие обозреватели, Деннис Шварц отметил, что «картина дала старт карьере Сидни Пуатье». Томпсон пишет, что «полная достоинства, новаторская игра Пуатье разрушила стереотипное изображение чёрных людей как покорных, послушных карикатурных фигур». Батлер также отмечает, что «фильм более всего помнят как фильм, давший Сидни Пуатье его первую большую главную роль, и хотя его карьера ещё в течение нескольких последующих лет не шла на подъём, он справляется со своим делом в спокойным и трогательном, полном достоинства стиле, который он довёл до совершенства в последующие годы».
Как обычно, критики высоко оценили работу Уидмарка в роли «нетерпимого ограниченного мелкого преступника, который считает Пуатье виновником смерти своего брата, и практически подстрекает к расовому бунту в поисках мести». Отметив, что «Сидни Пуатье великолепен», Variety пишет, что «работа Ричарда Уидмарка в качестве мстительного брата выделяется как раз настолько, насколько это нужно. Стивен МакНэлли выдаёт неотразимую работу». Батлер также считает, что «фильм делает особенным сильная, преданная идее игра Ричарда Уидмарка… На такую выходящую из-под контроля и бьющую через край психопатическую игру способны очень не многие. Уидмарк абсолютно отвратителен, и при этом бесспорно увлекателен. Невозможно оторвать от него глаз, хотя он играет возмутительного и презренного персонажа. Актёр выглядит вполне убедительным в том, что может поднять бунт, если этого захочет». Шварц и Батлер высоко оценили работу всего актёрского состава. Батлер, в частности, написал, что «Дарнелл очень хороша, также как и Осси Дэвис, Руби Ди, Милдред Джоэнн Смит и в целом все актёры второго плана».